# Roger Andrew Taylor
Roger Andrew Taylor (født 26. april 1960 i Birmingham) er en engelsk trommeslager, spillede i punkbandene Scent Organs og Crucified Toads før han i 1979 blev medlem af Duran Duran. Roger dannede i 1985 sideprojektet Arcadia med band kollegaerne Simon Le Bon og Nick Rhodes. Men i slutningen af året besluttede han sig for at tage en pause fra musikscenen. Pausen viste sig at være langvarig, men Roger medvirkede dog på to numre på Duran Duran albummet Thank You i 1995. Først i 2001 vendte Roger for alvor tilbage til scenen, da det blev annonceret at den klassiske Duran Duran besætning var gendannet og at et album var undervejs. Albummet Astronaut blev udsendte i 2004, det første studiealbum med den klassiske besætning siden 1983.
Roger Taylor har en navnebror, Roger Meddows-Taylor (trommeslager i Queen)